# Pseudococcus bambusifolii
Pseudococcus bambusifolii är en insektsart som beskrevs av Takahashi 1951. Pseudococcus bambusifolii ingår i släktet Pseudococcus och familjen ullsköldlöss. Inga underarter finns listade i Catalogue of Life.